# Puerto Parra
Puerto Parra ist eine Gemeinde (municipio) im Departamento Santander in Kolumbien.

## Geographie
Die Gemeinde Puerto Parra liegt in der Provinz Carare im westlichen Santander am rechten Ufer des Río Magdalena. Der Ort selbst liegt auf einer Höhe von etwa 105 Metern und hat eine Jahresdurchschnittstemperatur von 26 bis 30 °C. Puerto Parra liegt 240 Kilometer von Bucaramanga entfernt. An die Gemeinde grenzen im Norden Barrancabermeja, im Osten Simacota, im Süden Landázuri, Vélez und Cimitarra und im Westen Cimitarra und Yondó im Departamento de Antioquia.

## Bevölkerung
Die Gemeinde Puerto Parra hat 8011 Einwohner, von denen 3885 im städtischen Teil (cabecera municipal) der Gemeinde leben (Stand: 2019).

## Geschichte
Das Gebiet zwischen Puerto Carare und Vélez wurde ab 1826 gezielt besiedelt. Die Region profitierte vom Bau der Eisenbahn zwischen 1874 und 1927 und nach und nach intensivierte sich die Besiedlung der Region. Seit 1981 hat Puerto Parra den Status einer Gemeinde. Benannt wurde der Ort und die Gemeinde nach dem kolumbianischen Präsidenten Aquileo Parra.

## Wirtschaft
Der wichtigste Wirtschaftszweig in Puerto Parra ist die Landwirtschaft. Besonders wichtig ist die Rinderproduktion.